# Pavel Hoza
Pavel Hoza (* 5. ledna 1964, Vlašim) je učitel, básník, esejista, historik, literát a pořadatel literárních čtení.

## Biografie
Narodil se 5. 1. 1964, dětství prožil se dvěma sourozenci a rodiči ve Slověnicích, obci, která se mu hluboko vryla pod kůži. Na základní školu chodil v Bílkovicích a v Divišově. Gymnázium navštěvoval ve Vlašimi, jak sám Pavel Hoza pojmenoval: Vlašim a Benešov je učebnice architektury 20. století. Vysokoškolská studia českého jazyka a dějepisu ho zavedla do Českých Budějovic na Pedagogickou fakultu. S budoucí manželkou se usadili v Benešově a Pavel Hoza v únoru 1989 začal učit na tamním gymnáziu, kde působí dodnes.
Pavel Hoza je v současné době významnou kulturní osobností Benešova a okolí, je spolupořadatelem literárního festivalu v Benešově. Kromě mnoha textů, které vydává časopisecky, také napsal samostatné knihy.
Na Velký pátek 29. 3. 2024 byl Pavlu Hozovi ve vlašimském zámku udělen; "čestný titul Blanický rytíř za celoživotní dílo a za významnou literární a kulturní činnost na Podblanicku".

## Díla
- Archeologie svědomí (1995) – básnická sbírka
- Kam vedou stopy[3] (1998) – básnická sbírka
- Andělé stromů[4] (2001) – básnická sbírka
- Slověnice – dějinný příběh malé obce[5] (2005)
- Benešov na přelomu milénia[6] (2015)
- Český rozhlas Vltava (2014 - 2019) – autorská interpretace 29 esejů
- Kámen a voda (1996) – próza
- Uloupená duše[7] (2008) – próza
- Neviditelný člověk: Eseje a portréty [8](2022) V současné době pracuje na knize s názvem Proč člověk nemůže žíti, jak by chtěl. Eseje pojednávající o Jaroslavu Havlíčkovi, Janu Čepovi a Františku Hrubínovi.